# Dorry Marie
Dorry Marie Lewis nació en la ciudad de Nueva York, es una actriz, directora y escritora estadounidense, conocida por su papel en The Heart, Miss Virginia, In Love with Lory, The Street Prophet e interpretó a la invitada/peatón de un café nigeriano en Capitán América: Civil War.
En 1994 comenzó sus estudios de drama de artes visuales y escénicas en la escuela Secundaria Suitlandsu, en 1987 fue su primera aparición en televisión trabajando en varias series y películas. Ha aparecido en las serie de televisión The Heart y entre sus películas más destacadas como How to Be Single junto a Dakota Johnson y Rebel Wilson, en Captain America: Civil War del 2016 con Chris Evans y Zoolander 2 (2016) junto a Ben Stiller.

## Filmografía

### Películas
| Year | Title                      | Role        | Notes |
| ---- | -------------------------- | ----------- | ----- |
| 1987 | Clara's Heart              |             |       |
| 1988 | Bar Rescue                 |             |       |
| 2011 | Bye, Chance                |             |       |
| 2014 | The Heart                  |             |       |
| 2014 | How to Be Single           |             |       |
| 2016 | Captain America: Civil War |             |       |
| 2016 | Zoolander 2                |             |       |
| 2016 | Vice Principals            |             |       |
| 2016 | In Love with Lory          |             |       |
| 2017 | American Made              |             |       |
| 2017 | The Street Prophet         | anissa      |       |
| 2019 | Miss Virginia              | protestante |       |
|      |                            |             |       |